# Mercat Espanyol de Futurs Financers
El Mercat Oficial de Futurs i Opcions Financers a Espanya (més conegut com a MEFF) és un mercat organitzat regulat, controlat i supervisat per la CNMV i el Ministeri d'Economia d'Espanya on es negocien diferents derivats financers.
Els productes negociats són:
- Futurs i Opcions sobre bons de l'Estat.
- Futurs i Opcions sobre l'índex bursatil IBEX-35.
- Futurs i Opcions sobre accions.

Es va crear el 1989 sota la denominació de Mercado OM Ibérica, i el 1992 es canviaria per MEFF Renda Variable. El 2001, es va integrar al costat de AIAF i SENAF en MEFF AIAF SENAF Holding de Mercados Financieros, S.A per a beneficiar-se de sinergies entre els diferents mercats i optimitzar mitjans. Aquest grup està al seu torn integrat en el holding Bolsas y Mercados Españoles. Per a comprar o vendre contractes és necessari fer-lo a través d'un intermediari financer. Solament les entitats financeres que compleixen determinats requisits, i amb les quals MEFF té subscrit un contracte, tenen la capacitat de canalitzar i introduir les ordres cursades pels seus clients directament al mercat.